# Maleństwo
Maleństwo (ang. Roo) – mały kangur, postać z literatury dziecięcej stworzona w 1925 przez brytyjskiego pisarza Alana Alexandra Milne’a. Maleństwo żyje razem z noszącą go w torbie Kangurzycą. Jest dobrym przyjacielem Puchatka, a jego najlepszym przyjacielem jest Tygrys, z którym lubi brykać.

## Filmy animowane Disneya
Maleństwo pojawia się również w animowanych wersjach Kubusia Puchatka. Wydaje się ono starsze niż w książkach Milne’a oraz nosi niebieską koszulkę oraz rzadko siedzi w torbie mamy. W filmach Przygody Kubusia Puchatka oraz Kubuś Puchatek i rozbrykany Tygrys został podłożony głos Clinta Howarda. W filmie Kubuś i Hefalumpy oraz serialu Moi przyjaciele – Tygrys i Kubuś najlepszym przyjacielem Maleństwa jest fioletowy ho-hoń (hefalump) Lumpek, który okazuje się być niegroźnym stworzeniem. Często razem bawią się w piratów i „motylkowy berek”. W 2004 roku powstał film Maleństwo i przyjaciele, w którym Maleństwo jest głównym bohaterem.

## Kingdom Hearts
Maleństwo pojawia się w grze Kingdom Hearts razem z Tygryskiem, gdzie uczą podskakiwania.